# Valutazione LCA degli edifici
L'analisi del ciclo di vita (LCA), nata in ambito industriale, è da molti anni applicata al settore edilizio sia alla scala di prodotto che a quella di edificio.
Il fondamento della metodologia è l'approccio “ciclo di vita”, ovvero quell'approccio che consente di acquisire consapevolezza del danno o delle potenzialità ambientali dovute a ciò che avviene in ognuna delle fasi che compongono il ciclo di vita di un prodotto/edificio: produzione, trasporto, uso, riciclo, riuso o dismissione. Quest'approccio consente di comprendere come ogni scelta fatta in fase di progettazione e produzione abbia poi delle ricadute nella fase di distribuzione, uso e dismissione.
Attraverso una conoscenza approfondita dell'oggetto (quale esso richiede) consente di fare scelte consapevoli sulle modalità di acquisizione delle materie prime, sui processi produttivi, su chi userà il prodotto e sulle modalità di manutenzione e dismissione.
La LCA costituisce il metodo scientificamente riconosciuto di valutazione quantitativa dei danni ambientali dovuti ad un prodotto/edificio/servizio.

## L'obiettivo
L'obiettivo della valutazione LCA degli edifici è ottenere un impatto ambientale complessivo dell'intera vita dell'edificio stesso (LCAtot) che, compatibilmente con i carichi statici, dinamici, termici ed acustici, sia il minore possibile (LCAtotmin). 

## Metodologie
I metodi di valutazione della compatibilità ambientale degli edifici sviluppati con approccio LCA consistono nell'aggregare i risultati di analisi LCA sviluppate su materiali e componenti edilizi includendo anche la valutazione delle energie necessarie al funzionamento degli edifici.
Tra i metodi di valutazione a livello internazionale applicabili al settore edilizio ci sono:
- il metodo olandese Eco-indicator 99. Le categorie di impatto confluiscono in tre categorie di danno ambientale: Human Health, Ecosystem quality, Resources;
- il metodo svedese EPS 2000 (Environmental Priorità Strategies in product development). Le categorie di impatto confluiscono in tre categorie di danno ambientale: Human Health, Ecosystem Production Capacity, Abiotic Stock Resources, Biodiversity;
- il metodo danese EDIP (Environmental Design of Industrial Products). Le categorie di impatto confluiscono in tre categorie di danno ambientale: Impatto Ambientale, Consumo delle Risorse, Impatto nell'Ambiente di Lavoro;
- il metodo svizzero IMPACT 2002+. Le categorie di impatto confluiscono in tre categorie di danno ambientale: Human Health, Ecosystem quality, Climate Change, Resources.

## Reperibilità dei dati
Basandosi su banche dati sviluppate per contesti locali consentono la valutazione degli impatti ambientali del manufatto architettonico aggregando il contributo delle diverse componenti materiali dell'edificio stesso.
Le banche dati più facilmente reperibili sono quelle presenti all'interno dei programmi per l'analisi del ciclo di vita. 
Per esempio il programma SimaPro contiene le seguenti banche dati: Ecoinvent, ETH, BUWAL250, Industry Data, IDEMAT 2001, LCA Food DK, ecc.
Alcune banche dati sono state sviluppate appositamente per il settore edilizio, tra queste:
- BEES (Building for Environmental and Economic Sustainability). Attiva dal 1994, è stata sviluppata dal NIST (National Institute of Standards and Technology - USA); le performance ambientali sono valutate con il metodo LCA applicato secondo le norme ISO, le performance economiche vengono valutate secondo lo standard ASTM (Standard for Multi-Attribute Decision Analysis);
- Methodology for Environmental Profile of Construction MTLS & CMPTS del BRE, sviluppata su dati forniti dalle industrie.

## Campi d'applicazione
Per fare una valutazione LCA di un edificio di nuova costruzione occorre anzitutto definire la durata della vita utile dell'edificio stesso (in relazione alla funzione a cui è destinato) e del sistema impiantistico. Da tali durabilità dipendono infatti i cicli manutentivi e la quantità di energia complessiva derivante dall'uso dell'edificio.
Successivamente si definiscono i flussi ambientali in entrata e in uscita delle seguenti fasi di vita dell'edificio:
- Fase di costruzione dell'edificio (analisi LCA dei materiali e dei componenti di tutti i sistemi costruttivi). Le quantità di materiali e componenti edili impiegati vengono definite sulla base del computo metrico estimativo. Questo passaggio rappresenta la fase di inventario da cui partire per effettuare l'analisi degli impatti ambientali della fase di costruzione dell'edificio. Per ogni materiale e componente occorre associare alle quantità computate i flussi in entrata ed in uscita relativi a:
  - estrazione delle materie prime;
  - produzione dei materiali edili;
  - produzione vera e propria;
  - trasporto in cantiere;
  - messa in opera.

A questi vanno sommati i flussi relativi ai processi di produzione dei macchinari da cantiere (scavatori, montacarichi, gru). Inoltre vanno quantificati anche i costi interni di costruzione.
- Fase di costruzione del sistema impiantistico (analisi LCA dei materiali e dei componenti relativi al sistema impiantistico). Occorre computare le quantità di materiali e componenti costituenti l'impianto termico (per la climatizzazione sia estiva che invernale), l'impianto elettrico e quello idrico. Successivamente alle quantità computate vanno associati i flussi in entrata e in uscita relativi a:
  - estrazione delle materie prime;
  - produzione dei materiali edili;
  - produzione vera e propria;
  - trasporto in cantiere;
  - messa in opera.

Vanno computati inoltre i costi interni del sistema impiantistico.
- Fase di fine vita dei materiali edili e Fase di fine vita dell'impianto: per ogni tipo di materiale e componente impiegati, in relazione a come questi sono stati messi in opera e connessi con gli altri materiali, si deve definire lo scenario di fine vita a minor impatto ambientale. Si definiscono i costi interni relativi al trattamento di fine vita dell'edificio e del sistema impiantistico;

- Fase di gestione (analisi LCA degli impatti relativi alle opere di manutenzione): i cicli manutentivi di materiali e componenti dell'edificio e del sistema impiantistico, necessari per il perdurare nel tempo delle prestazioni loro richieste in fase progettuale, sono definiti in relazione alla durata di vita utile ipotizzata dell'edificio.

Si definiscono i materiali e componenti da sostituire perché obsoleti o usurati e i relativi flussi ambientali per:
- - nuova produzione;
  - trasporto al sito;
  - messa in opera;

con i relativi costi di manutenzione e lo scenario di fine vita a cui viene destinato il materiale sostituito alla fine della vita utile dell'edificio.
- Fase d'uso (analisi LCA dei consumi idrici ed energetici) occorre quantificare i fabbisogni annuali richiesti in termini di:
  - consumi idrici;
  - consumi elettrici per illuminazione;
  - energia primaria per la climatizzazione invernale;
  - energia primaria per la climatizzazione estiva;
  - energia primaria per la produzione di acqua calda sanitaria ACS;

Vanno stimati anche i costi monetari.
Il passo conclusivo di tale procedura è la somma delle fasi di valutazione sopra enunciate:
LCA tot = LCA materiali e componenti di tutti i sistemi costruttivi + LCA materiali e componenti del sistema impiantistico + LCA fase di fine vita dei materiali edili e dell'impianto + LCA impatti relativi alle opere di manutenzione + LCA consumi idrici ed energetici .

## Normativa

### Normativa sulla LCA
È normata dalla famiglia delle ISO 14040 che specificano i passaggi fondamentali per lo sviluppo della procedura LCA:
Definizione dell'obiettivo e del campo di applicazione (Goal and Scope Definition - ISO 14041);
Analisi di inventario del ciclo di vita (Life Cycle Inventory Analysis – ISO 14041);
Valutazione dell'impatto del ciclo di vita (Life Cycle Impact Assessment – ISO 14042);
Interpretazione dei risultati (Life Cycle Interpretation – ISO 14043).
Le norme permettono di definire il livello di dettaglio dello studio in funzione dell'obiettivo da raggiungere, regolano la fase di inventario e le modalità di conversione dei dati elaborati su materiali e relativi processi in potenziali danni ambientali attraverso procedimenti tecnici e secondo una sequenza di sei fasi: definizione delle categorie di impatto, classificazione, caratterizzazione delle emissioni e delle risorse nelle categorie di impatto, valutazione dei danni o caratterizzazione delle categorie di impatto nelle categorie di danno, normalizzazione, valutazione.

### Normativa per l'applicazione al settore edilizio
Se le ISO 14040 forniscono i principi e il quadro di riferimento per effettuare e diffondere mediante relazione gli studi LCA, stabilendo certi requisiti minimi, per l'applicazione al settore edilizio, nello specifico alla scala di edificio, si fa riferimento alle norme ISO: ISO/CD 21930. Environmental declaration of building products; ISO/CD 21931. Framework for assessment of environmental performance of buildings and constructed assets; ISO/CD 21932. Terminology; ISO/CD 21929. Sustainability indicators; ISO/AWI 15392. General Principles
ISO/DIS 15686-6. Buildings and construction assets – Service life planning – Part 6: Guidelines for considering environmental impacts.

## Potenzialità
LCA è uno strumento oggettivo e scientifico che  permette al progettista di scegliere, durante la fase di progettazione (sia che si tratti di nuova costruzione che di ristrutturazione) la soluzione meno impattante a livello ambientale per ogni elemento tecnico e sub-sistema tecnologico, tra quelli esaminati.
Inoltre, sia i costi esterni (ambientali) che quelli interni (economici) possono essere un importante parametro decisionale per l'utente dell'edificio.

## Limiti
I limiti di questa tecnica di valutazione, che possono mettere in dubbio la scientificità del risultato, stanno nella disponibilità e accessibilità dei dati iniziali. 
Nel contesto italiano, dove non esiste una banca dati ufficiale, diventa necessario far riferimento a banche dati straniere con inevitabili approssimazioni dovute alla verifica di trasferibilità dei dati nel nostro contesto. Ciò, unitamente alla spesso scarsa disponibilità delle aziende a diffondere dati diretti su consumo e produzione di rifiuti, può rendere molto faticosa la fase di inventario del ciclo di vita.